# Ulrich af Württemberg (hertug)
Hertug Ulrich af Württemberg (8. februar 1487 – 6. november 1550) efterfulgte slægtningen Eberhard 2. af Württemberg som hertug af Württemberg i 1498 og blev erklæret myndig i 1503. Han regerede først fra 1498 til 1519, mellem 1519-1534 var Württemberg besat af Østrig, og han blev genindsat i 1536 og regerede derefter frem til sin død 12år efter i 1550.